# 琴谱析微
《琴谱析微》，古琴谱。清代康熙三十一年魯鼐撰辑。

## 琴谱版本介绍
清康熙间自適轩刊本，八卷，卷首有康熙三十一年壬申王弘、汪鹤孫序及鲁氏自序、序后指法二卷、琴谱六卷，卷前有目录，谱内共收三十二曲。（内羽化、秋鴻两曲佚，实存三十曲。）